# Sompuis

Sompuis este o comună în departamentul Marne, Franța. În 2009 avea o populație de 266 de locuitori.